# Mézières-en-Santerre
Mézières-en-Santerre è un comune francese di 560 abitanti situato nel dipartimento della Somme nella regione dell'Alta Francia.

## Società

### Evoluzione demografica
Abitanti censiti